# Пазенко, Анатолий Фёдорович
Анатолий Федорович Пазе́нко (укр. Анатолій Федорович Пазе́нко; 1 сентября 1934, Кривой Рог, Днепропетровская область — 21 января 2008, Киев) — советский и украинский актёр театра и кино, педагог, профессор (1988). Народный артист Украинской ССР (1987).

## Биография
Родился 1 сентября 1934 года в городе Кривой Рог.
В 1958 году окончил Киевский государственный институт театрального искусства имени И. Карпенко-Карого. Долгие годы плодотворного труда связывали Пазенко с кафедрой сценической речи этого вуза, где он преподавал с 1961 года.
В 1956—1961 годах работал в Одесском украинском музыкально-драматическом театре, в 1961—1970 годах — в Киевском ТЮЗе.
С 1970 года служил в КАТРД имени Леси Украинки.
Создал множество образов в украинском, русском классическом и западноевропейском репертуаре.
Театральный педагог, среди учеников которого В. А. Бессараб, Б. Н. Брондуков, И. В. Миколайчук и многие другие.
Умер 21 января 2008 года в Киеве.

## Семья
- Брат — Станислав (род. 1942) — советский и российский актёр театра и кино.
- Племянник — Егор (род. 1972) — российский актёр театра и кино.

## Фильмография
1. 1960 — Грозные ночи — Александр Зоренко
2. 1980 — От Буга до Вислы — генерал Ватутин
3. 1980 — Страх
4. 1980 — Лючия ди Ламмермур — спутник композитора
5. 1982 — Если враг не сдаётся… — генерал Ватутин
6. 1990 — Война на западном направлении — генерал Ватутин
7. 1993 — Западня — пан на улице
8. 1993 — Преступление со многими неизвестными — Станислав Калясантый